# Berria
Berria és l'únic diari que es publica completament en basc i que es distribueix arreu del País Basc, creat després del tancament de Euskaldunon Egunkaria , pel govern espanyol, després de ser acusat de tenir vincles amb ETA. Es publica tots els dies, excepte els dilluns.
El primer número es va publicar el 21 de juny de 2003. La seu del diari és a Andoain, Guipúscoa, a la regió autònoma basca, Euskadi, al nord d'Espanya . També té oficines a Vitòria-Gasteiz, Pamplona, Bilbao i Baiona .
Es va publicar per primera vegada el 21 de juny de 2003. La seva seu principal és al parc cultural Martin Ugalde, a Andoain (Guipúscoa), però té oficines a Vitòria, Bilbao, Pamplona i Baiona.
El diari és membre de MIDAS ( Associació Europea de diaris en llengües minoritàries i regionals).

## Suplements
- "Igandera+Egitura": És el suplement dels diumenges.
- "Mantangorri": Suplement pels nens.
- "Matraka": Suplement pels joves.